# La Jonquera
La Jonquera (em catalão e oficialmente) ou La Junquera (em castelhano) é um município da Espanha na comarca de Alt Empordà, província de Girona, comunidade autónoma da Catalunha. Tem 57,31 km² de área e em 2021 tinha 3 340 habitantes (densidade: 58,3 hab./km²).
Durante o período romano, La Jonquera foi conhecida como Deciana.

## Demografia
| Variação demográfica do município entre 1991 e 2004[carece de fontes?] | Variação demográfica do município entre 1991 e 2004[carece de fontes?] | Variação demográfica do município entre 1991 e 2004[carece de fontes?] | Variação demográfica do município entre 1991 e 2004[carece de fontes?] |
| ---------------------------------------------------------------------- | ---------------------------------------------------------------------- | ---------------------------------------------------------------------- | ---------------------------------------------------------------------- |
| 1991                                                                   | 1996                                                                   | 2001                                                                   | 2004                                                                   |
| 2502                                                                   | 2384                                                                   | 2636                                                                   | 2920                                                                   |